# Presbytis frontata
Presbytis frontata là một loài động vật có vú trong họ Cercopithecidae, bộ Linh trưởng. Loài này được Müller mô tả năm 1838.